# Kilómetro 658
Kilómetro 658 é uma comuna da província de Córdoba, na Argentina.